# Operação Urbana Consorciada
Operação Urbana Consorciada, originalmente denominada Operação Urbana, é um instrumento urbanístico que excepciona a Lei de Uso e Ocupação do Solo e é utilizada para requalificar uma área da cidade ou para implantar e/ou ampliar infra-estruturas urbanas, por meio de Intervenções, em áreas da cidade onde haja interesse imobiliário com demanda acima dos limites estabelecidos pela legislação urbanística. Permite à municipalidade outorgar, de forma onerosa, Direitos Urbanísticos Adicionais a uma área urbana delimitada. A Operação Urbana autoriza o Poder Público Municipal a conceder, dentro de um perímetro definido em lei própria, índices e parâmetros urbanísticos adicionais àqueles previstos na legislação ordinária de uso e ocupação do solo, em troca de Contrapartida a ser paga pelo interessado.

## Conceito
A Operação Urbana Consorciada (OUC) é um instrumento do Direito Urbanístico instituído pelos artigos 32, 33 e 34 do Estatuto da cidade (Lei 10.257). Importante salientar que as operações urbanas não são meios de políticas urbanas novos, já tendo sido conhecidas e praticada no Brasil em outros moldes. Tem como objetivo o desenvolvimento urbanístico, valorização ambiental e melhorias sociais em área pré-determinada, assim como ensina Karlin Olbertz:
“[...]a operação urbana consorciada é um empreendimento urbano, capitaneado pelo poder público municipal e desenvolvido em parceria com a sociedade civil, financiado no todo ou em parte pelas contrapartidas decorrentes da execução de um plano urbanístico flexível, e traduzido num procedimento urbanístico orientado cumulativamente à transformação urbanística estrutural, à valorização ambiental e à promoção de melhorias sociais numa determinada área do espaço habitável[...]
Além, a Operação Urbana Consorciada é um claro exemplo de regime de parceria entre o Poder Público e o Setor privado, isso por que no parágrafo 1º do artigo 32 do Estatuto da Cidade é estabelecido quem são os participantes da OUC, tendo o poder Poder Público Municipal como coordenador e entidades do setor privado como participantes, assim pode-se concluir que a OUC legitima a parceria entre o Poder Público Municipal e o Particular como instrumento de melhoria da política urbana.
O Estatuto da Cidade explana também a necessidade de haver uma lei específica para a criação de cada OUC. 
Art. 32. Lei municipal específica, baseada no plano diretor, poderá delimitar área para aplicação de operações consorciadas.
Da lei se desprende o conceito básico de Operação Urbana Consorciada “ O conjunto de intervenções e medidas coordenadas pelo Poder Público Municipal, com a participação de proprietários, moradores, usuários permanentes e investidores privados, com o objetivo de alcançar em uma área transformações urbanísticas estruturais, melhorias sociais e a valorização ambiental”.
Karlin Olbertz propõe a seguinte conceituação para o tema: “a operação urbana consorciada é um empreendimento urbano, capitaneado pelo poder público municipal e desenvolvido em parceria com a sociedade civil, financiado no todo ou em parte pelas contrapartidas decorrentes da execução de um plano urbanístico flexível, e traduzido num procedimento urbanístico orientado cumulativamente à transformação urbanística estrutural, à valorização ambiental e à promoção de melhorias sociais numa determinada área do espaço habitável.”

### Contextualização Histórica
As primeiras discussões sobre Operação Urbana no Brasil surgiram no fim da década de 1970, sendo o marco de consolidação a criação do Estatuto da Cidade no ano de 2001. Inicialmente o conceito de solo criado e de operação urbana caminhavam separados.
Os dois conceitos somente se fundiram com a ideia de Operação Interligada, inicialmente chamada de lei do desfavelamento. No começo, essas operações sofreram muita resistências e foram consideradas inconstitucionais por alterar o zoneamento urbano. Nesse contexto surgiu o conceito da contrapartida, uma compensação pela regulamentação de uso e ocupação do solo. 
Entre o conceito de Operação Interligada e a consolidação dos moldes que conhecemos hoje por Operação Urbana, São Paulo adotou operações nos padrões conhecidos atualmente, ou muito próximo a isso.

## Caracterização Temática
Além da conceituação dada pela lei, que inclusive remete ao art 4º, caput e inciso V do Estatuo da Cidade, a doutrina procurou caracterizar o instituto. E essa busca não foi uniforme, sendo que cada autor utilizou uma perspectiva para tratar do tema.
José dos Santos Carvalho Filho em seu livro “Comentários ao Estatuto da Cidade”, logo que começa a tratar sobre o tema, foca na relação público-privada como solução de políticas públicas, linha muito similar a que Karlin Olbertz segue em seu livro. Porém, grandes doutrinadores não seguiram essa linha, que fique claro, não há uma discordância entre eles, mas sim uma perspectiva de importância do instituto. É o caso de Carlos Ari Sundfeld em seu artigo sobre os novos institutos urbanísticos, ele acredita que o ponto principal do instituto são seus elementos objetivos de urbanismo, focando na modificação do regime urbanístico.

## Objeto - Finalidade
Como já explanado, a Operação Urbana Consorciada tem enfoque na alteração urbanística de determinada região por um motivo específico. Alguns acreditam que seu objeto está diretamente ligado ao conceito de solo criado. Porém seu objeto claro é a área delimitada em determinado espaço que possui as características necessárias para a implementação do instituto e de suas medidas de intervenções.
O Estatuto da Cidade prevê no art. 32 três finalidades para as Operações Urbanas: i) transformações urbanísticas estruturais; ii) melhorias sociais; iii) valorização ambiental. As transformações urbanísticas caracterizam as medidas possíveis de modificação da área em sua estrutura básica, funciona como uma alteração da infraestrutura para melhor atender os participantes diretos da OUC. 
Em relação as melhorias sociais consta-se que muito já se atinge com as modificações das estruturas, facilitando a vida da sociedade na região. Porém, não se deve somente depender dessas mudanças, existem outros institutos que podem ser aplicados conjuntamente com as OUC, como modificar a distribuição de escolas e hospitais na região.
Por fim, fala-se na valorização ambiental, embora pareça que a importância relativa á essa função seja somente cuidar do meio ambiente, essa finalidade é maior, ela se refere ao bem-estar como um todo da região, o “ambiente” no sentido estrito e figurado. Como ensina CARVALHO FILHO:
“Valorizar o ambiente é tornar o ambiente da cidade mais próximo às demandas sociais do local, sejam de que natureza forem, de forma a dispensar o maior bem-estar possí- vel a todos os que desfrutam da cidade, principalmente os que o fazem com maior grau de frequência e permanência.”
Embora essas sejam finalidade intrínsecas a atividade das OUC não se deve considerar que elas são indispensáveis e cumulativas para a realização do empreendimento. A OUC deve sim prever os três fundamentos no seu plano prévio, porém a não realização de um desses não descaracteriza o instituto.

## Participantes
São 5 (cinco) grupos que participam da Operação Urbana Consorciada, sendo esses: 
- O Poder Municipal como coordenador e representante do Setor Público.
- Os proprietários dos terrenos que, em geral, são os que mais se beneficiam da operação, tendo seus imóveis valorizados ou com melhorias na questão de permissão de construção do solo.
- Os usuários permanentes, que são as pessoas que frequentam a região, sejam estudantes, trabalhadores, comerciantes.
- Os moradores, que são os que residem na região sem ser os proprietários.
- Os investidores privados. Estes últimos que visam o lucro e muitas vezes podem nem sequer ter conhecimento da área em que está ocorrendo a Operação.

Embora haja essa clara distinção entre os grupos participantes da Operação Urbana Consorciada importa ressaltar que não há impedimento desses grupos se mesclarem. Ou seja, com exceção do Poder Público, os outros participantes podem pertencer a mais de um grupo numa mesma Operação Urbana, como, por exemplo, um usuário permanente que é proprietário de um terreno anexado a OUC.

## Lei Municipal Específica
A Lei 10257 explicita a necessidade de criação de lei específica que preveja a Operação Urbana Consorciada, novamente em seu artigo 32. Porém, no caso, cada OUC (Operação Urbana Consorciadas) deverá ter uma lei própria, por um motivo simples, a lei é a responsável por delimitar a área em que ocorrerá a Operação  (art. 33, inciso I). Carvalho Filho entende que a principal finalidade da lei especifica é a aprovação do plano de operação urbana e não a delimitação da área. Conclui que “só há falar em delimitação de área se houver a aprovação do plano.”
Outro ponto importante da Lei Municipal é que ela deve ser baseada no plano diretor da cidade, pois esse garante as diretrizes urbanísticas do todo. Considerando o imposto pelo artigo 182 da Constituição Federal.

## Plano de Operação Urbana
O plano irá garantir todo o revestimento urbanístico da Operação. O artigo 33 do estatuto estabelece as exigências para o plano:
“Art. 33. Da lei específica que aprovar a operação urbana consorciada constará o plano de operação urbana consorciada, contendo, no mínimo:
I – definição da área a ser atingida; II – programa básico de ocupação da área; III – programa de atendimento econômico e social para a população diretamente afetada pela operação; IV – finalidades da operação; V – estudo prévio de impacto de vizinhança; VI – contrapartida a ser exigida dos proprietários, usuários permanentes e investidores privados em função da utilização dos benefícios previstos nos incisos I e II do § 2o do art. 32 desta Lei; VII – forma de controle da operação, obrigatoriamente compartilhado com representação da sociedade civil. “
Esmiuçaremos cada exigência a seguir.
I e II – Essa exigência parece óbvia, porém é essencial. Todo o planejamento da operação dependerá da área em que essa for ocorrer e o programa básico institui qual projeto urbanístico será definido na área determinada
III – Aqui encontramos uma das bases e finalidades da OUC. Deve-se constatar quais são os objetivos da operação na região, quais são os benefícios econômicos e sociais da população atingida, e quais serão as garantias que essas pessoas terão.
IV – O plano precisa delimitar as finalidades de cada operação.
V – O estudo prévio de impacto de vizinhança foi uma das novidades desse instituto em relação as operações urbanísticas anteriores. Esse estudo funciona como análise do Poder Públicos das possíveis consequências do empreendimento, quais efeitos causariam. Esse instrumento possui regulamentação própria nos artigos 36 a 38 do Estatuto da Cidade.
VI – Trata dos benefícios e contrapartidas da relação público e particular intrínseca ao instituto em questão, e será abordado especificamente mais a frente. 
VII – Esse instrumento garante um controle tanto do Setor Público quanto do Privado para a operação. A exigência explana a necessidade do plano conter previsões quanto aos procedimentos e competências de gestão e controle.

## Medidas Urbanística Possíveis
O tema mais complicado referente a Operação Urbana Consorciada é mudança urbanística que passa a ser implementada na área. O art 32, §2º, do Estatuto da Cidade garante três tipos de modificações urbanísticas, a modificação de índices e características do parcelamento, uso e ocupação do solo e subsolo, as alterações das normas edilícias, e a regularização de construções, reformas ou ampliações. Ou seja, é necessário que seja instituído um regime urbanístico diferenciado na área delimitada para a Operação, havendo mudanças significativas no disposto no plano diretor para o todo do Município. Sobre o tema, Karlin Olbertz conclui que “a operação urbana consorciada poderá flexibilizar ‘índices urbanísticos’”. 
O primeiro instrumento de flexibilização urbanística, a modificação de índices e características de parcelamento, uso e ocupação do solo e do subsolo, institui a possibilidade alterar índices e características para permitir construção e utilização dos imóveis. Por exemplo, o coeficiente de construção básico da área em questão poderá ser modificado para facilitar o objetivo da Operação Urbana. O maior exemplo desse instrumento, segundo Olbertz, é o instituto do solo criado. 
O solo criado (solo novo), é derivado do conceito de outorga onerosa do direito de construir. O plano diretor garante que em determinado local seja possível construir uma quantidade absoluta, quando há outorga onerosa, ou OUC, existe a possibilidade dessa quantidade aumentar. Em termos técnicos, solo criado é “o resultado de construção praticada em volume superior ao permitido nos limites do coeficiente único de aproveitamento”. O solo criado deve ser um bem escasso.
Na Operação Urbana Consorciada, o solo criado é mutável em favor do empreendimento. Para adquirir o direito do solo criado é necessário compra-lo, para tal criou se o Certificado de Potencial Adicional de Construção – CEPAC. O CEPAC pode ser vendido em leilões, e após, pode ser vendido como títulos pelos particulares, e aqui há a maior atuação dos investidores privados no instituto da Operação Urbana Consorciada. O CEPAC é essencial para a OUC por que ele garante o solo novo somente na área delimitada para a Operação e estão previstos no art 34 do Estatuto. 
O CEPAC está sujeito ao regime da Lei 6385/1976 e é regulamentado pela Comissão de Valores Mobiliários.
Sobre o tema, Carvalho Filho leciona:
“Estando prevista, no plano relativo à operação, a faculdade de construir acima do coeficiente básico da área, o interessado deverá pagar ao Município pelo direito adicional. É o que resulta claramente, aliás, do art. 34, § 2o, do Estatuto, segundo o qual “o certificado de potencial adicional será utilizado no pagamento de área de construção que supere os padrões estabelecidos pela legislação de uso e ocupação do solo, até o limite fixado pela lei específica que aprovar a operação urbana consorciada”.
Verifica-se, portanto, que o empreendedor que tiver adquirido os certificados os utilizará para pagamento do direito adicional de construção, confirmando a opinião de que, na hipótese, se equiparam à moeda corrente e, sendo assim, indicam forma de contrapartida a ser paga pelo beneficiário em virtude de vantagem decorrente da operação urbana.”
O segundo instrumento é a modificação das normas edílicas. Esse funciona como um prosseguimento do anterior, generalizando as possibilidades de alteração urbanísticas, o que permite uma adequação melhor para cada OUC.
O terceiro e último instrumento estabelecido são as regularizações. Como se aduz do próprio nome, trata de regularizar todas as medidas tomadas, seja as alterações urbanísticas, a anistia dada a área, trata de regulamentar a Operação Urbana Consorciada. É a convalidação de situações jurídicas irregulares, nas palavras de Carvalho Filho.

## Destinação Recursos
O estatuto da cidade utiliza o termo “contrapartidas” para se referir aos recursos da Operação Urbana, e essas não se resumem somente a compensação pecuniária. O §1º do artigo 33 da lei 10257 dispõe que todos os recursos obtidos pelo Poder Público em decorrência da operação devem ser utilizado nessa operação. 
A previsão de benefícios é indispensável para a concepção da operação. Através da discussão desses benefícios que será possível ao poder público adquirir as contrapartidas.
O CEPAC pode ser disponibilizado em leilão pelo Poder Público, e após sua venda e transformação em título pode ser negociado como livremente. Além, é possível sua negociação direta para pagamentos necessários da Operação. Toda a renda arrecadada com as vendas da CEPAC são, obrigatoriamente, direcionadas a Operação Urbana em questão.
A OUC funciona como uma instituição que exige a compra e vendas do solo criado através de CEPAC, todos os participantes tem sua vantagem pecuniária, urbanística, de mobilidade, entre outros.

## Exemplos de Operação Urbana Consorciada
Atualmente existem importantes Operações Urbanas Consorciadas no Brasil, tais como: Operação Urbana Faria Lima, Operação Urbana Água Espraiada e Operação Urbana Água Branca em São Paulo, a Operação Urbana Porto Maravilha no Rio de Janeiro e a Operação Urbana Linha Verde em Curitiba. Nenhuma das operações foi concluída ainda, e algumas, como a da Água Branca e da Linha Verde de Curitba ainda estão começando. A Operação que ocorreu na Faria Lima foi um marco do instituto na Cidade de São Paulo e no país, por isso explicaremos um pouco mais sobre as intenções dessa.

### Operação Urbana Faria Lima
A Operação Urbana Consorciada Faria Lima (Lei 11.732/1995) tem por objetivos principais reorganizar os fluxos de tráfego particular e coletivo ao implantar o prolongamento da avenida Faria Lima interligando-a às avenidas Pedroso de Moraes e Hélio Pelegrino até alcançar a avenida República do Líbano, além de construir terminal multimodal junto a estações da CPTM e Metrô. Também são objetivos importantes da Operação promover a reurbanização do Largo da Batata e urbanizar as favelas em seu perímetro, ou entorno imediato. Sua adequação ao Estatuto da Cidade resultou na Lei 13.769/04.
Os recursos auferidos a partir das propostas de participação na Operação Urbana Consorciada Faria Lima, incluindo outorga e CEPAC, foram investidos, nas principais intervenções, tais como: construção dos túneis jornalista Fernando Vieira de Mello e Max Feffer; prolongamento da Avenida Hélio Pellegrino; implantação de avenida duplicada no eixo formado pela Rua Funchal e Rua Haroldo Veloso; reconversão urbana do Largo da Batata/Terminal Capri (Fase 1); e, habitações de interesse social.
Restando ainda intervenções a executar, bem como estoque disponível no perímetro da operação, foi sancionada a Lei 15.519 de 29/12/2011, autorizando a PMSP, na colocação de mais 350 mil CEPAC. 

### Operação Urbana Linha Verde - Curitiba
Diferentemente do que ocorreu com a Faria Lima, essa operação Urbana encontra diversas barreiras para seguir em frente. Os CEPACs não estão sendo vendidas como deveriam, e por isso não é possível começar a Operação. Já foram feitos dois leilões e ainda não conseguiram iniciar o procedimento.